# Lente cilíndrica

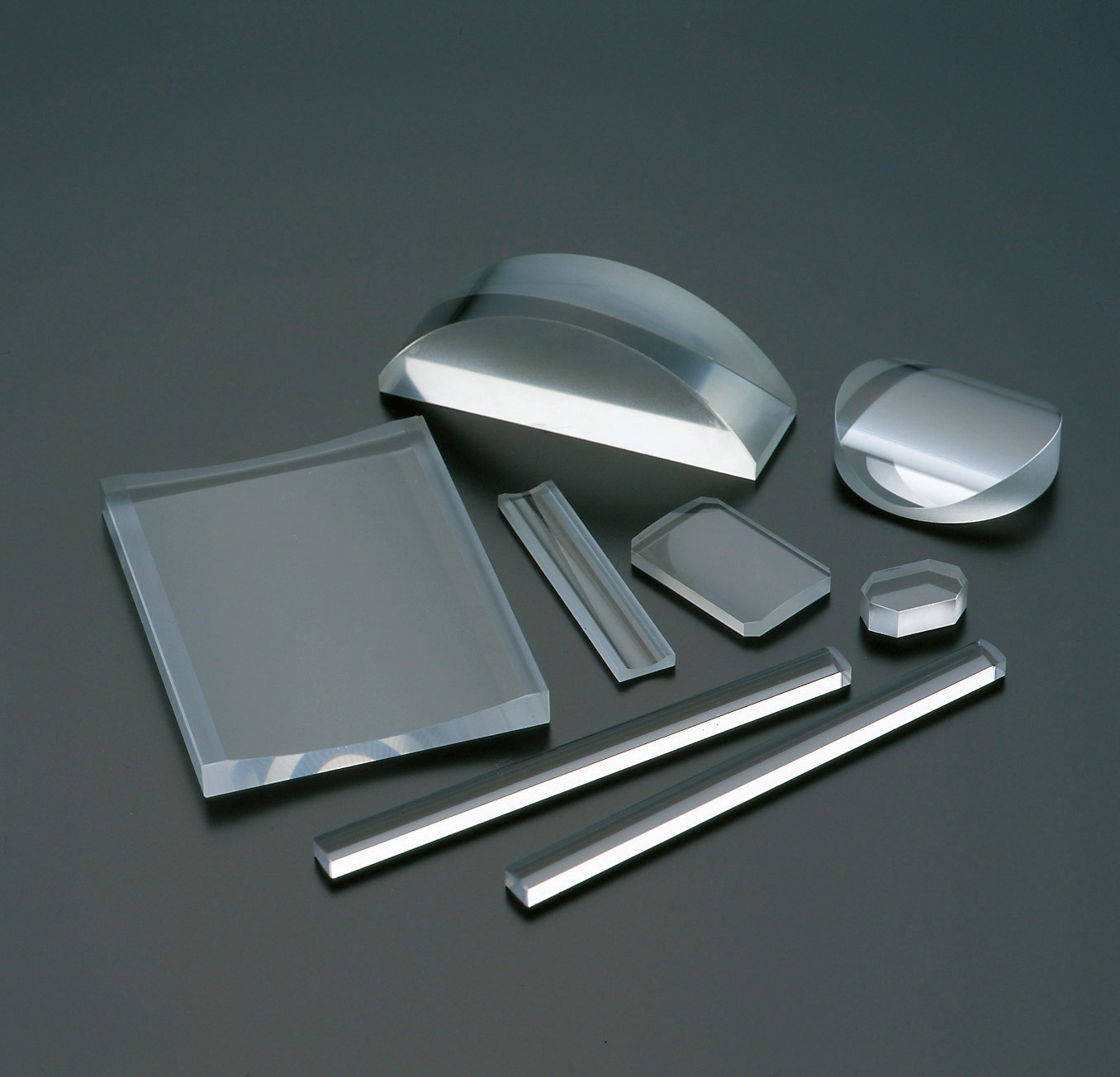
Surtido de lentes cilíndricas.

Una lente cilíndrica es un tipo de tallado de lente que tiene un perfil cilíndrico por una, o dos de sus caras. Se emplea en el tratamiento ocular del astigmatismo.

## Características
Se trata de una lente tallada con dos superficies cilíndricas dadas por dos radios de curvatura. Por regla general son aquellas que tienen un superficie plana (radio de curvatura infinito) y otra cilíndrica. La imagen paraxial de un punto es una línea de tal forma que la potencia de una lente es:
{\displaystyle P=(n-1)\left({\frac {1}{R_{1}}}-{\frac {1}{R_{2}}}\right)}
Donde n es el índice de refracción del material de la lente. R1 y R2 son los radios de curvaturas de ambas caras. La imagen que producen estas lentes cilíndricas son deformadas, dependiendo donde se encuentre el eje del cilindro.

## Usos
Este tipo de lentes se emplea en el tratamiento del astigmatismo (lentes esfero-cilíndricas). Las lentes de este tipo tienen dos meridianos (ejes de tallaje) perpendiculares: el meridiano paralelo al eje del cilindro es una recta (longitudinal) y tiene nula potencia refractiva, mientras que el perpendicular es una circunferencia y posee acción refractiva. Toda representación de un punto se representa mediante una línea. Se emplea en algunos diódos láser.